# Nilüfer Yanya
Nilüfer Yanya – angielska piosenkarka.

## Biografia
Jest córką artystów plastyków. Dorastała w dzielnicy Chelsea w Londynie. Jej matka jest pochodzenia irlandzko-barbadoskiego, a ojciec jest Turkiem. Dorastając była wystawiona na turecką muzykę ze strony ojca oraz muzykę klasyczną ze strony matki. Wkrótce zainteresowała się muzykę rockowo-gitarową i nauczyła się grać na tym instrumencie w wieku dwunastu lat. W 2014 roku udostępniła swoje dema na SoundCloudzie i odrzuciła ofertę dołączenia do zespołu, który był wyprodukowany przez Louisa Tomlinsona. Dwa lata później wydała swoją pierwszą EPkę, Small Crimes/Keep on Calling. Rok później wydała drugą EPkę Plant Feed, a w 2018 trzecią, Do You Like Pain?.
W 2019 roku wydała swój debiutancki album, Miss Universe, który został ciepło odebrany przez krytyków i słuchaczy. Krytycy zwrócili uwagę na jej umiejętność częstej zmiany stylu muzycznego i lirycznego. 

## Dyskografia
Albumy
- Miss Universe (2019)

EPki
- Small Crimes/Keep on Calling (2016)
- Plant Feed (2017)
- Do You Like Pain? (2018)